# Urșani, Vâlcea
Urșani este un sat ce aparține orașului Horezu din județul Vâlcea, Oltenia, România.

## Obiective
- Biserica „Intrarea în Biserică” și „Sfântul Ioan Botezătorul” din Urșani

## Imagini

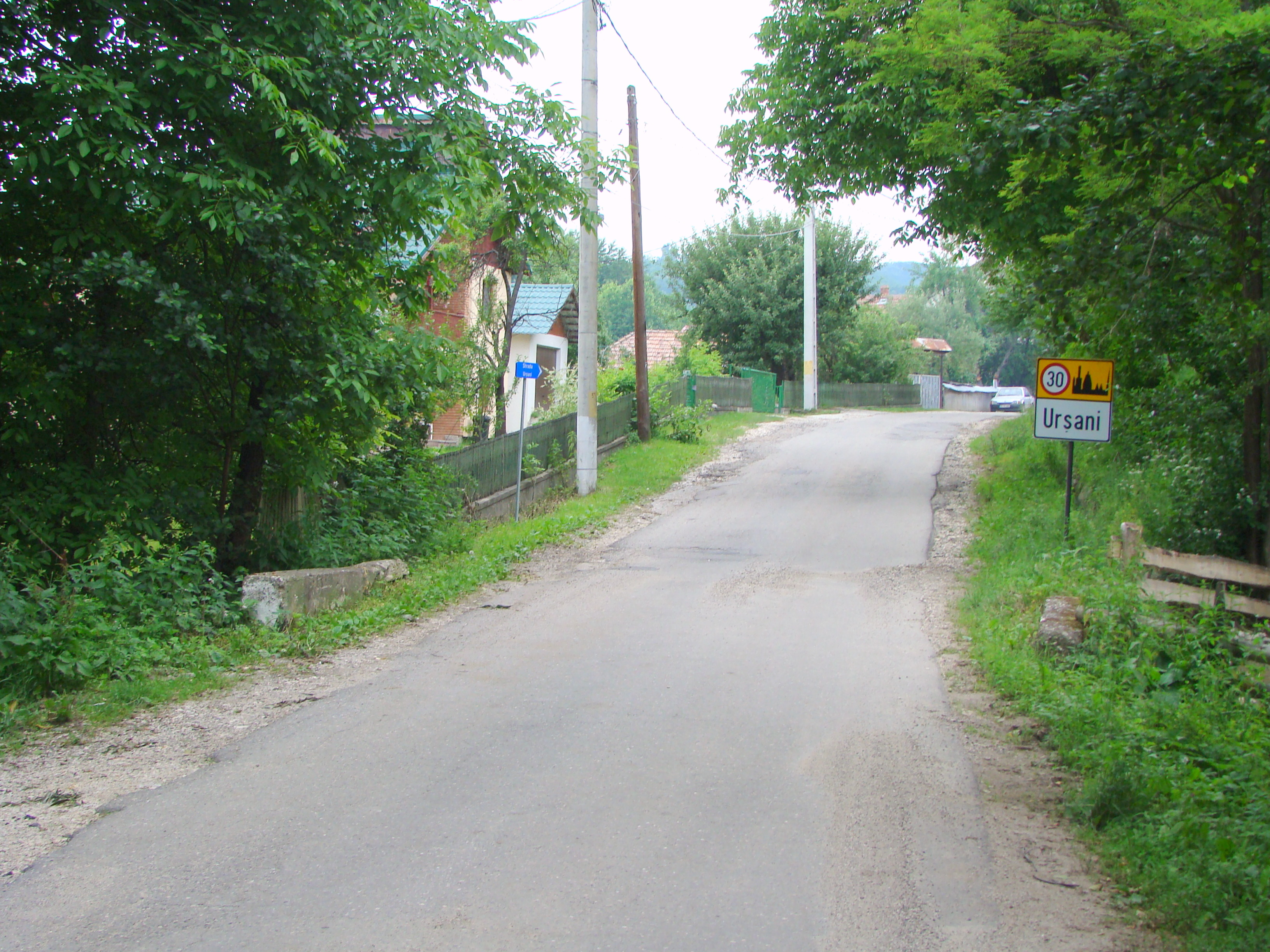
Intrarea în localitate
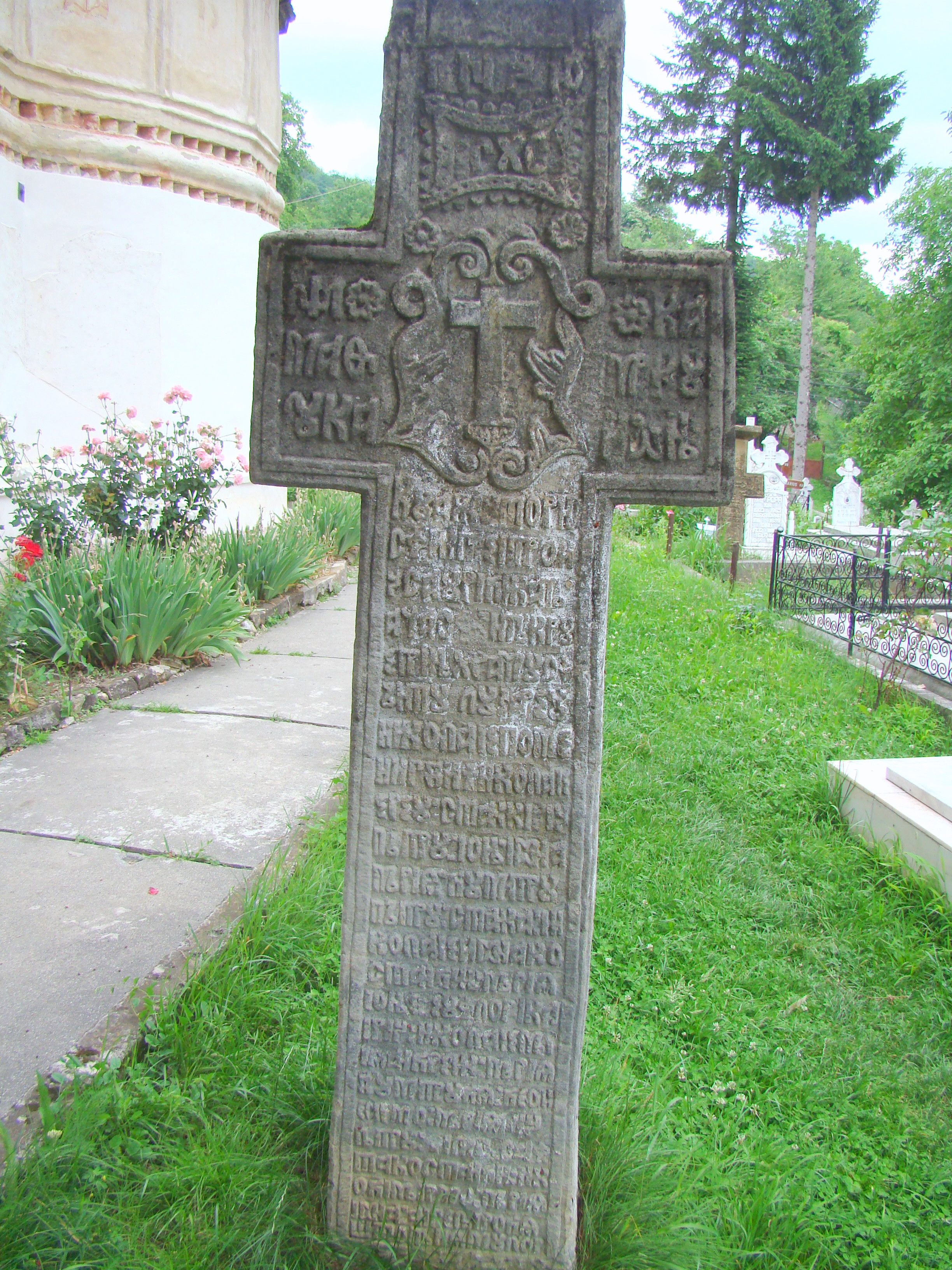
Cruce de piatră, monument istoric, datând din anul 1817
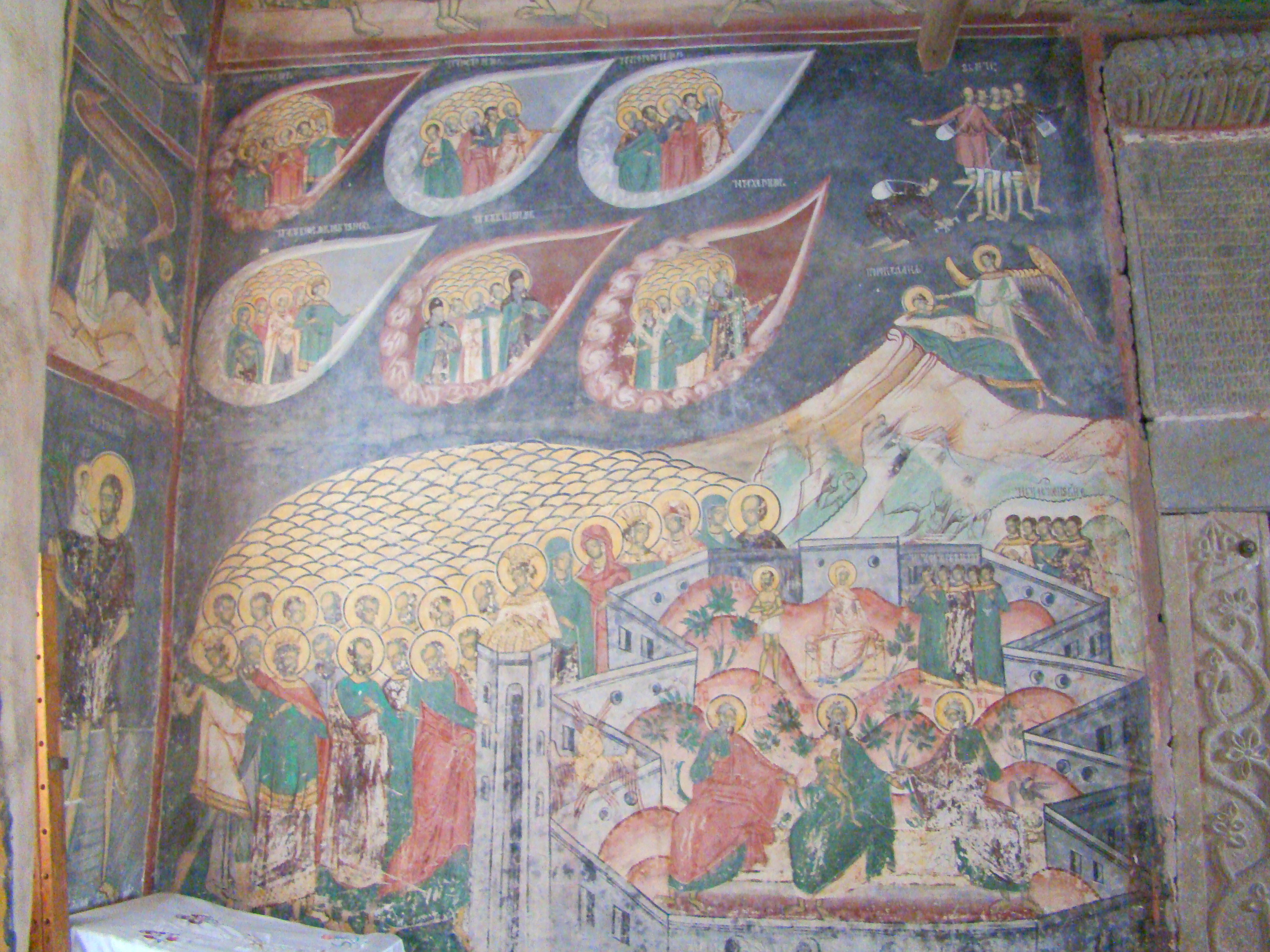
Biserica „Intrarea în Biserică” și „Sfântul Ioan Botezătorul” (monument istoric)
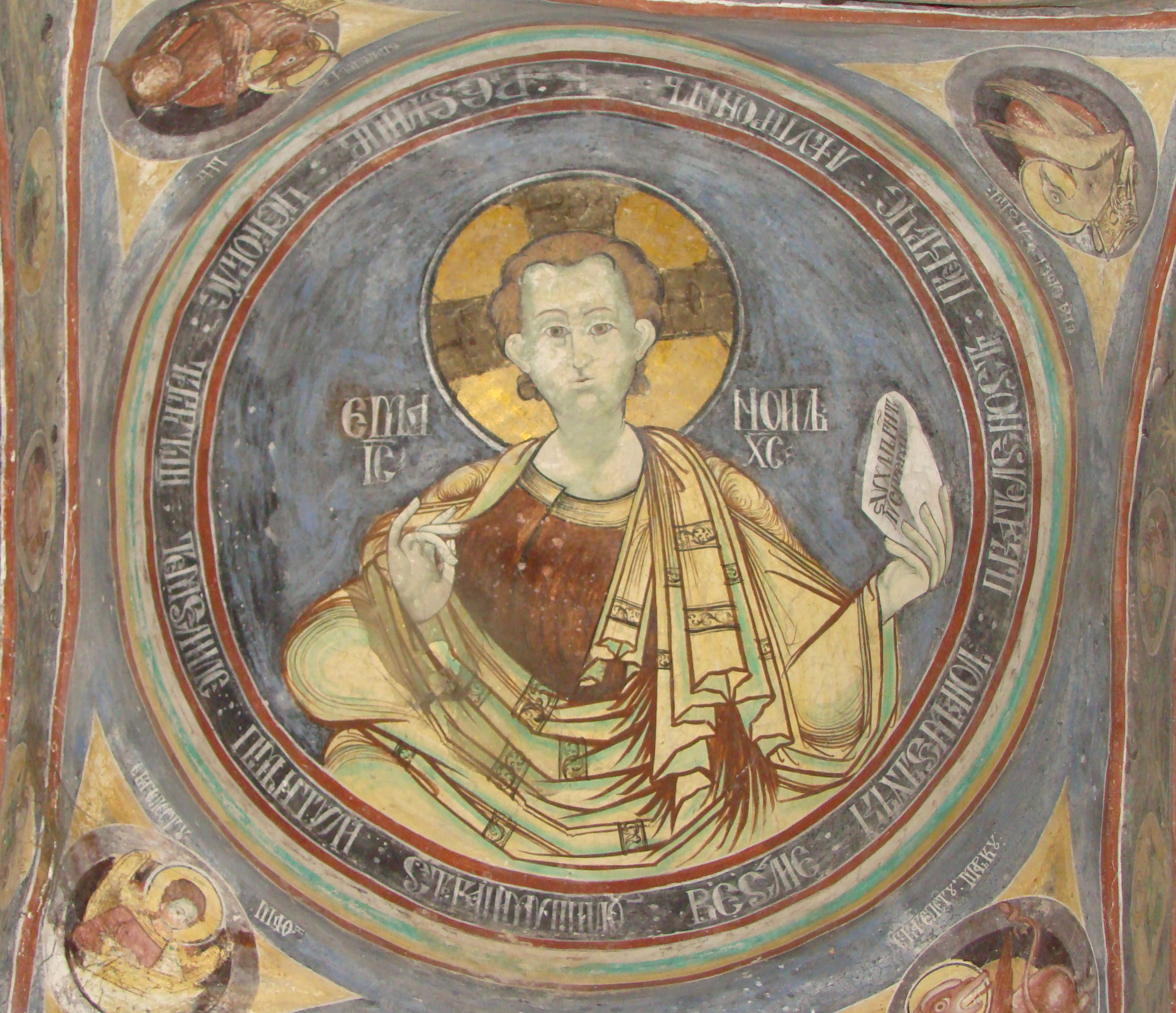
Biserica „Intrarea în Biserică” și „Sfântul Ioan Botezătorul” (pictura exterioară)

 Acest articol despre o localitate din județul Vâlcea este deocamdată un ciot. Puteți ajuta Wikipedia prin completarea lui.